# 小乌蜢属
小乌蜢属（学名：Erianthella），是直翅目脊蜢科乌蜢亚科的一个属，是台湾地区特有属。

## 物种
截止2023年5月，直翅目物种档案在线系统（Orthoptera Species File）收录本属3种：
- 詹氏小乌蜢 Erianthella chani Yin, Zheng & Yin, 2013
- 台湾小乌蜢 Erianthella formosana (Shiraki, 1910)
- 林氏小乌蜢 Erianthella lini Yin, Zheng & Yin, 2013